# Мисато (Симане)
Мисато (яп. 美郷町 Мисато-тё:) — посёлок в Японии, находящийся в уезде Оти префектуры Симане. Площадь посёлка составляет 282,92 км², население — 4937 человек (1 августа 2014), плотность населения — 17,45 чел./км².

## Географическое положение
Посёлок расположен на острове Хонсю в префектуре Симане региона Тюгоку. С ним граничат города Ода, Миёси и посёлки Иинан, Кавамото, Онан.

## Население
Население посёлка составляет 4937 человек (1 августа 2014), а плотность — 17,45 чел./км². Изменение численности населения с 1980 по 2005 годы:
| 1980 | 8838 чел. |  |
| 1985 | 8372 чел. |  |
| 1990 | 7606 чел. |  |
| 1995 | 7211 чел. |  |
| 2000 | 6624 чел. |  |
| 2005 | 5911 чел. |  |

## Символика
Деревом посёлка считается абрикос японский, цветком — Hymenanthes.